# Pteropus admiralitatum
Pteropus admiralitatum es una especie de murciélago de la familia Pteropodidae.

## Distribución geográfica
Es endémica de Nueva Guinea e Islas Salomón.